# Żmigród (công xã)
Gmina Zmigród là một vùng thành thị-nông thôn (quận hành chính) ở Trzebnica, Lower Silesian Voivodeship, ở phía tây nam Ba Lan. Khu hành chính của nó là thị trấn Zmigród, nằm khoảng 22 kilômét (14 mi) về phía tây bắc của Trzebnica và 40 kilômét (25 mi) phía bắc thủ đô khu vực Wrocław.
Gmina có diện tích 292,14 kilômét vuông (112,8 dặm vuông Anh), và tính đến năm 2006, tổng dân số của nó là 15.032 (trong đó dân số migród lên tới 6.573, và dân số của vùng nông thôn của Gmina là 8.459).
Trung tâm theo dõi thử nghiệm gần Żmigród nằm ở đây.

## Gmina lân cận
Gmina Zmigród giáp với các Gmina của Milicz, Prusice, Rawicz, Trzebnica, Wąsosz và Wińsko.

## Làng
Ngoài thị trấn Żmigród, Gmina chứa các làng Barkowo, Borek, Borzęcin, Bychowo, Chodlewo, Debno, Dobrosławice, Garbce, Gatka, Grądzik, Kanclerzowice, Karnice, Kaszyce Milickie, Kędzie, Kliszkowice, Korzeńsko, Książęca Wies, Łapczyce, Laskowa, Morzęcino, Niezgoda, Osiek, Powidzko, Przingkowice, Przywsie, Radziądz, Ruda Zmigrodzka, Sanie, Węglewo và Zmigródek.